# Biến đổi xã hội

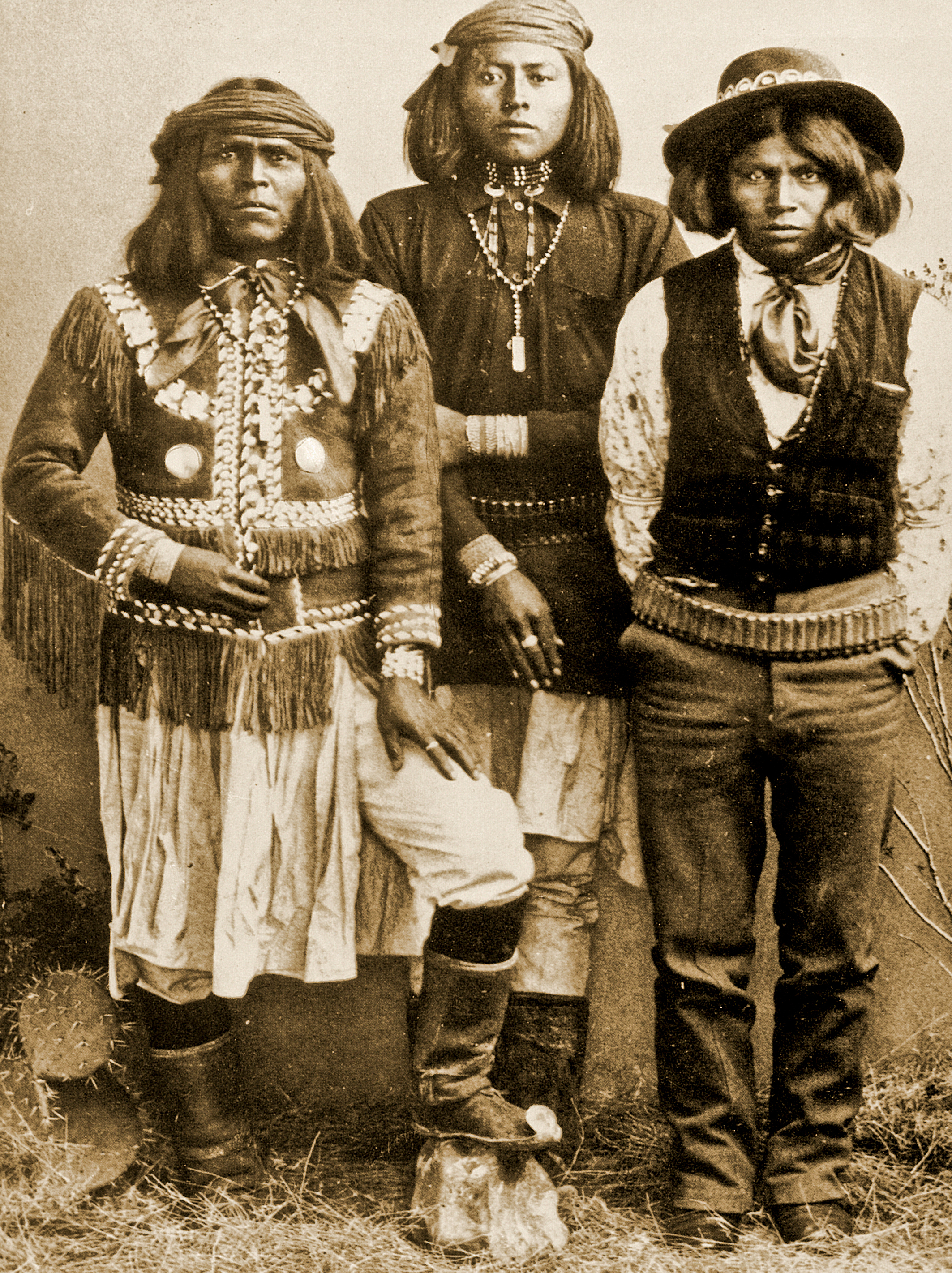
Chân dung ba thanh niên, hai người mặc trang phục thổ dân

Biến đổi xã hội (tiếng Anh: Social change) là một quá trình qua đó những khuôn mẫu của các hành vi xã hội, các quan hệ xã hội, các thiết chế xã hội và các hệ thống phân tầng xã hội được thay đổi theo thời gian.

## Khái niệm
Cũng giống như tự nhiên, mọi xã hội không ngừng biến đổi. Sự ổn định của xã hội chỉ là sự ổn định của bề ngoài, còn thực tế nó không ngừng thay đổi bên trong bản thân nó. Bất cứ xã hội nào và bất cứ nền văn hóa nào, cho dù nó có bảo thủ và cổ truyền đến đâu chăng nữa cũng luôn biến đổi; sự biến đổi trong xã hội hiện đại ngày càng rõ hơn, nhanh hơn, và điều này cho thấy rõ hơn là sự biến đổi đó không còn là điều mới mẻ, nó đã trở thành chuyện thường ngày. Mọi cái đều biến đổi và xã hội cũng giống như các hiện thực khác, không ngừng vận động và thay đổi. Tất cả các xã hội đều ở trong một thực trạng đứng yên trong sự vận động liên tục. Có nhiều cách quan niệm về sự biến đổi xã hội, như:
- Phạm vi rộng: biến đổi xã hội là một sự thay đổi so sánh với một tình trạng xã hội hoặc một nếp sống có trước;
- Phạm vi hẹp: biến đổi xã hội là sự biến đổi về cấu trúc xã hội hay tổ chức xã hội của xã hội đó, mà sự biến đổi này ảnh hưởng sâu sắc đến phần lớn các thành viên của một xã hội;
- Riêng những biến đổi chỉ tác động đến một số ít cá nhân, thì ít được các nhà xã hội học quan tâm và chú ý.

Auguste Comte đưa ra thuật ngữ xã hội học đã tin tưởng rằng khi các nhà xã hội học xác định những nguồn gốc của sự biến đổi xã hội, thì họ có thể giúp chương trình cho một tương lai tốt hơn. Auguste Comte cho rằng, biến đổi xã hội là:
1. chắc chắn xảy ra;
2. sẽ theo một con đường phát triển;
3. những tiến bộ đương nhiên hướng tới một xã hội tốt hơn.

Auguste Comte tin tưởng rằng, thông qua biến đổi xã hội, nhân loại chuyển từ người nguyên thủy dốt nát đến con người được giáo dục, và những cái mà chúng ta được học hoặc được phát triển tiến về con đường tách khỏi sự sắp đặt của Thượng đế vì sự tiến bộ của nhân loại.

### Cấp độ biến đổi xã hội
- Biến đổi vĩ mô:sự biến đổi biến đổi điễn ra trên một khu vực lớn và trong một thời gian dài( công nghệ hóa, hiện đại hóa
- Biến đổi vi mô:sự thây đổi về nhận thức,thái độ, suy nghĩ và hành động của cá nhân,nhóm nhỏ(trong gia đình)

### Đặc điểm của biến đổi xã hội
- Biến đổi xã hội là hiện tượng phổ biến, nhưng nó diễn ra không giống nhau giữa các xã hội;
- Biến đổi xã hội khác biệt về thời gian và hậu quả;
- Biến đổi xã hội vừa có tính kế hoạch, vừa có tính phi kế hoạch.

### Các khái niệm liên quan
Có nhiều cách hiểu biết khác nhau về sự biến đổi xã hội; một phần do quan điểm học thuật, cách tiếp cận vấn đề khác nhau, một phần bởi khái niệm biến đổi xã hội có liên quan gần gũi với một vài khái niệm gần kề nó. Cho nên, cần phải hiểu rõ hơn một số khái niệm liên quan đến biến đổi xã hội.
- Biến cố xã hội: các nhà xã hội học thường phân biệt khái niệm biến cố xã hội với biến đổi xã hội. Một biến cố xã hội hay một sự kiện xã hội như một cuộc bầu cử, biểu tình, đình công,... có thể đem lại sự thay đổi và cũng có thể không đem lại một sự thay đổi nào. Chính vì vậy, một số nhà xã hội học đưa ra sự phân biệt giữa sự thay đổi về sự bình quân và sự thay đổi có tính kết cấu. Thay đổi về sự bình quân là việc đi đến một sự bình quân mới sau những xáo trộn, những biến cố; nhưng các đặc trưng của hệ thống xã hội vẫn không thay đổi, chính xác hơn chỉ một bộ phận của tổng thể xã hội biến đổi, nhưng cơ cấu của xã hội vẫn không bị ảnh hưởng - Thực chất, sự thay đổi bình quân không liên quan đến sự biến đổi xã hội;
- Tiến bộ xã hội: là một sự vận động có ý thức trong một chiều hướng được tán thành và đáng mong đợi. Như vậy, tiến bộ liên quan đến giá trị - đây là sự khác biệt giữa sự tiến bộ và sự biến đổi xã hội. Thuật ngữ "tiến bộ" là một phán quyết giá trị chứ không phải là một lời tường thuật về một sự kiện. Ngược lại thuật ngữ "biến đổi" là một thuật ngữ không chỉ định hướng giá trị mà thể hiện một sự mô phỏng của một nền văn hóa hay cấu trúc xã hội hiện hữu;
- Tiến hóa: thuyết tiến hóa ban đầu do Charles Darwin (1809–1882) đưa ra trong lĩnh vực sinh học, như một học thuyết về sự phát triển của tự nhiên - học thuyết này ảnh hưởng rất lớn đến nhiều nhà xã hội học nổi tiếng: Lewis Henry Morgan (1818-1881), Herbert Spencer (1820-1903). Morgan cho rằng, con người tiến hóa qua ba trạng thái: hoang dã, man dã và văn minh. Spencer xây dựng lý thuyết thống nhất về sự tiến hóa: chuyển từ cái thuần nhất đơn giản sang cái không thuần nhất phức tạp, thông qua phân hóa để đạt tới sự thống nhất. Trong xã hội học, phân biệt hai hình thức biến đổi lớn - tiến hóa và cách mạng; hai hình thức này phụ thuộc vào những yếu tố bên trong và bên ngoài. Thoạt nhìn, chúng tự phân biệt với nhau bằng tính chất chậm chạp hay nhanh chóng của sự biến đổi diễn ra trong xã hội ở những thời điểm nhất định. Những biến đổi bên trong, ở bất kỳ lĩnh vực nào, cũng kéo theo một sự tiến hóa và sự tiến hóa này đôi khi diễn ra nhanh chóng trên phương diện vật chất, nhưng chậm hơn ở phương diện tinh thần. Sự tiến hóa gần đây nhất và gần gũi với cách mạng là sự tiến hóa được biết đến với cái tên "phát triển" - đây là khái niệm được nhiều nhà xã hội học quan tâm và trở thành một khái niệm thịnh hành nhất vào nửa sau của thế kỷ 20. Các nhà xã hội học cho rằng, phát triển là một quá trình trong đó toàn thể loài người áp dụng những công cụ hiện đại của khoa học và công nghệ vào những mục tiêu của mình, qua những thời kỳ khác nhau và có tính không thể đảo ngược của quá trình đó.

## Cách tiếp cận xã hội học về sự biến đổi xã hội
Các nhà xã hội học khi xem xét đến sự phát triển của xã hội, đã đưa ra một số lý thuyết để giải thích tại sao biến đổi xã hội lại xảy ra và dự đoán những biến đổi sẽ diễn ra trong tương lai. Một số cách tiếp cận chủ yếu về biến đổi xã hội thường được xem xét đến là:

### Cách tiếp cận theo chu kỳ
Đối với lịch sử loài người, sự hiểu biết về chu kỳ của những biến đổi xã hội đã ăn sâu vào ý nghĩ của con người, chu kỳ của tự nhiên, mặt trời mọc và lặn, quy luật bốn mùa thay đổi của một năm và sự lặp lại của tự nhiên, đã ảnh hưởng mạnh mẽ đến những khái niệm, nhận thức của con người về sự biến đổi xã hội. Nhân loại hiểu rằng, lịch sử được lặp lại mãi trong những chu kỳ không bao giờ kết thúc. Các nhà khoa học và sử học trước đây nhìn chung đều phản đối những tư tưởng này, mặc dù họ cho rằng các xã hội có những chu kỳ sống của nó, và mỗi xã hội được sinh ra trưởng thành, rồi sau đó biến mất. Một số nhà lý thuyết, như nhà sử học Anh Arnold Toynbee (1852-1883) lại có quan điểm tương tự, nhưng ông phản đối "sự không thể tránh được" của sự suy tàn và cho rằng "những nỗ lực được tạo nên bởi con người có thể cho phép văn minh hóa đối với sự sống". Nhà xã hội học Pitirim Sorokin (1889-1968) đưa ra lý thuyết chu kỳ về sự biến đổi với một bước tiến xa hơn, và cho rằng sự văn minh hóa được dao động trong ba kiểu của "những trạng thái tâm lý" hoặc rộng hơn - kiểu hệ tư tưởng, kiểu cảm giác và kiểu lý tưởng - trong tất cả các hệ thống văn hóa, sự biến đổi xuất hiện khi mô hình cụ thể của suy nghĩ nắm được giới hạn logic của nó.

### Các quan điểm tiến hóa
Những mô hình kinh điển
Những mô hình kinh điển là những mô hình được mượn từ khoa học sinh học, đã giành được vị trí ở thế kỷ 19, nhiều nhà xã hội học đã tán thành với lý thuyết phổ biến được gọi là sự tiến hóa một chiều, sự tiến hóa theo lộ trình dọc, chỉ tiến về phía trước chứ không lùi hoặc đi ngược về phía sau cho rằng tất cả các hình thức sống, tất cả các xã hội đều tiến hóa từ những hình thức đơn giản đến phức tạp, với mỗi hình thức sau xa hơn những hình thức trước nó.
Auguste Comte (1798–1857) lập luận rằng, tất cả các xã hội không thể tránh khỏi được sự trải qua ba giai đoạn: thần học, siêu hình và thực chứng, và xã hội châu Âu đã ở bước cuối cùng - bước cao nhất và là bước kết thúc của sự phát triển nhân loại.
Herbert Spencer (1820–1903) nhìn sự tồn tại của các tổ chức và các xã hội như là sự liên quan trực tiếp với một môi trường chuyển đổi. Spencer tin rằng các xã hội phương Tây có sự thuận lợi hơn để đến trình độ cao nhất bởi vì họ "đáp ứng tốt hơn" với những điều kiện của thế kỷ 19 hơn những xã hội không thuộc phương Tây.
Nhà xã hội học cổ điển Émile Durkheim (1858-1917) cho rằng, những hình thức mới của sự đoàn kết xã hội, hoặc những ý thức cụ thể, sẽ xuất hiện để duy trì xã hội. Theo ông, có hai kiểu mô hình. Trong các xã hội giản đơn mỗi thành viên thực hiện các nhiệm vụ giống nhau, có thể thay thế lẫn nhau và chia sẻ những giá trị, niềm tin giống nhau. Tính gắn kết hay sự đoàn kết cơ học phù hợp với xã hội hòa nhập. Trải qua thế kỷ 19, rõ ràng rằng sự công nghiệp hóa, sự tăng trưởng dân số và cạnh tranh đang phá hủy những hình thức truyền thống của sự đoàn kết xã hội. Để tiến tới một hình thức cao hơn: sự đoàn kết hữu cơ, trong đó sự phân công lao động tạo ra những người có cá tính khác nhau, thực hiện những nhiệm vụ riêng biệt, với những vai trò đặc biệt. Sự cố kết xã hội bên trong là kết quả của sự bổ sung lẫn nhau giữa các chức năng và một kiểu giá trị mới xung quanh khái niệm nhân cách con người. Durkheim đưa ra khái niệm "sự rối loạn" để nói lên sự bất lực của xã hội trong việc hội nhập các cá nhân và sự suy yếu về ý thức tập thể.
Những quan điểm tiến hóa mới
Thế kỷ 20, những mô hình ở thế kỷ trước đã mô tả biến đổi xã hội như là sự tiếp tục và không thể thay đổi được thay thế bằng sự sành điệu và tế nhị hơn. Những lý thuyết tiến hóa mới, hiểu biết về các xã hội khác nhau tùy thuộc vào mức độ phức tạp của xã hội và qua thời gian một khuynh hướng chung đi tới sự khác biệt xã hội (kinh tế, gia đình, tôn giáo, chính trị,...) trở thành sự phân chia và khác biệt giữa cái này và cái kia.
Không giống như các nhà nghiên cứu lý thuyết tiến hóa ở thế kỷ 19, các nhà lý thuyết tiến hóa mới không mô tả một hình thức của xã hội như là một sự tuyệt đối, cũng không khẳng định rằng, các xã hội không thể tiến hóa tới một vài thực trạng cao hơn.

### Quan điểm xung đột
Karl Marx (1818–1883) cùng hầu hết các nhà lý thuyết xã hội ở thế kỷ 19 chịu ảnh hưởng lớn bởi thuyết tiến hóa. Karl Marx đồng ý rằng các xã hội phải chuyển đổi để tồn tại và ông không nhấn mạnh rằng kinh tế phục vụ như là sự thành lập cho trật tự xã hội. Được xếp vào các nhà lý thuyết theo chủ nghĩa xung đột đối kháng, Marx đã triển khai một lý thuyết tiến hóa về sự biến đổi xã hội. Dựa vào sự thay đổi liên tục trong kỹ thuật mà các xã hội tiến từ đơn giản đến phức tạp. Ở mỗi một trạng thái, một xã hội tiềm ẩn những điều kiện tự hủy diệt, và những điều kiện này cuối cùng sẽ dẫn đến sự biến đổi và đưa xã hội vào trạng thái tiếp sau đó.
Karl Marx có cái nhìn về quá trình hiện đại hóa rất khác biệt với những nhà tư tưởng xã hội khác, bởi lẽ Marx nhấn mạnh tầm quan trọng của mâu thuẫn xã hội. Marx cho rằng xã hội hiện đại đồng nghĩa với xã hội tư bản, một hệ thống kinh tế được sản sinh do đấu tranh giai cấp vào cuối thời kỳ trung cổ. Giai cấp tư sản nắm giữ hệ thống sản xuất mới do cuộc cách mạng công nghiệp đem lại và đã thành công trong việc thay thế giai cấp quý tộc.
Karl Marx cũng không phủ nhận rằng sự hình thành tính hiện đại có liên quan đến sự suy tàn của cộng đồng có quy mô nhỏ, đến sự phân công lao động gia tăng và sự xuất hiện của thế giới duy lý. Marx cho rằng, cả ba yếu tố này đều cần thiết cho việc phát triển chủ nghĩa tư bản. Chính chủ nghĩa tư bản đã kéo theo những người nông dân từ vùng nông thôn về các đô thị với hệ thống thị trường không ngừng phát triển. Sự chuyên môn hóa là cơ sở cho sự vận hành các xí nghiệp; tính duy lý thể hiện rõ trong xã hội tư bản. Marx có một cái nhìn về quá trình hiện đại hóa khá lạc quan, và ông tin rằng mẫu thuẫn xã hội trong xã hội tư bản sẽ đem lại một cuộc cách mạng xã hội, và rồi theo quy luật tiến hóa, xã hội này sẽ được thay thế bằng một xã hội khác công bằng hơn, nhân đạo hơn.

## Quan điểm hiện đại về biến đổi xã hội
Quan điểm tổng hợp
Các nhà xã hội học ngày nay cho rằng sự tương tác phức tạp của nhiều yếu tố - cả yếu tố bên trong và yếu tố bên ngoài của nhiều yếu tố - tạo nên sự biến đổi. Mặc dù trong những hoàn cảnh xã hội và lịch sử nhất định, các yếu tố cụ thể đôi lúc có thể ảnh hưởng nhiều hơn những yếu tố khác. Những yếu tố được các nhà lý thuyết hiện đại quan tâm khi xem xét về biến đổi xã hội, như sau:
- Môi trường vật chất;
- Công nghệ;
- Sức ép dân số;
- Giao lưu văn hóa;
- Xung đột xã hội.

Quan điểm toàn cầu
- Lý thuyết hiện đại hóa;
- Lý thuyết hệ thống thế giới;
- Lý thuyết phụ thuộc.

## Nhân tố và điều kiện của sự biến đổi xã hội

### Nhân tố bên trong của sự biến đổi xã hội

#### Nhân tố đổi mới
- Kỹ thuật - Công nghệ mới là một yếu tố cơ bản của sự biến đổi xã hội. Thông thường, một kỹ thuật mới xuất hiện và mất đi khi nó đã quá lạc hậu. Nhiều phát minh kỹ thuật đã đưa đến thay đổi xã hội, văn hóa một cách rộng rãi.
- Văn hóa mới - không chỉ có kỹ thuật, máy móc biến thế giới, mà việc hình thành văn hóa mới cũng có thể tạo nên sự biến đổi xã hội.
- Cấu trúc xã hội mới - những hình thức của cấu trúc xã hội có thể cũng là kết quả của sự phát minh, sáng tạo. Thông qua những tổ chức, cơ cấu xã hội mà kỹ thuật, công nghệ mới được xuất hiện và triển khai. Khi xuất hiện những kỹ thuật, công nghệ tiên tiến nó lại tạo ra một số ngành nghề mới, và tương ứng với nó là những cơ cấu xã hội mới, tổ chức xã hội mới. Cấu trúc xã hội đóng vai trò chủ yếu trong sự biến đổi xã hội, và sự biến đổi trong các vai trò và sự tạo thành những vai trò mới thường là những nguyên nhân khác nhau của biến đổi xã hội.

#### Xung đột
Trong xã hội có nhiều sự thay đổi do những nguyên nhân xung đột tạo nên, xung đột giữa các nhóm khác nhau của các xã hội - đó là những mâu thuẫn giữa các giai cấp, chủng tộc, các nhóm dân tộc ít người, sự khác biệt về tôn giáo. Chính vì những mâu thuẫn này đã tạo nên các phong trào đấu tranh để giải quyết các mối mâu thuẫn, và cũng chính những phong trào này lại là biểu hiện của sự xung đột xã hội. Các phong trào này tạo nên sự biến đổi xã hội trên những phạm vi và ở những mức độ khác nhau.

#### Tăng trưởng dân số
Sự tăng trưởng nhanh về dân số là một động lực chính đưa đến sự biến đổi xã hội hiện đại. Sự biến đổi căn bản về quy mô dân số có thể gây ra thay đổi sâu sắc về văn hóa, xã hội. Lúc dân số một xã hội tăng nhiều hơn đã đặt ra những vấn đề mới đòi hỏi những mô hình mới của tổ chức xã hội. Sự phát triển dân số hoặc sự giảm sút dân số đều có tác động mạnh đến sự biến đổi xã hội.

#### Tư tưởng
Tư tưởng giữ một vai trò quan trọng trong việc thúc đẩy hoặc kìm hãm biến đổi xã hội. Học thuyết của Karl Marx thừa nhận vai trò quan trọng của tư tưởng, lý luận trong việc tạo ra biến đổi xã hội. Max Weber lại càng nhấn mạnh vai trò của hệ tư tưởng. Ông coi tư tưởng giữ vai trò động cơ trong biến đổi xã hội, đặc biệt là nghiên cứu của ông về tương quan giữa những giá trị luân lý của đạo Tin Lành và sự hình thành của chủ nghĩa tư bản. Max Weber nhấn mạnh tính hợp lý trong đạo Tin Lành đã góp phần đưa đến sự biến đổi xã hội trong nền kinh tế của các nước châu Âu vào thế kỷ 18. Talcott Parsons (1902-1979) là nhà xã hội học người Mỹ, giáo sư Đại học Harvard từ 1927-1973, coi nguồn gốc của sự biến đổi xã hội học là do những biến đổi các giá trị, những khuôn mẫu trong xã hội. Trong lý thuyết hệ thống xã hội, Parsons coi tiểu hệ thống văn hóa là hệ thống có nhiều thông tin nhất và nó kiểm soát các tiểu hệ thống khác. Các nhà xã hội học đều cho rằng, tư tưởng có thể giúp cho xã hội giữ nguyên trạng thái hoặc có thể kích thích sự biến đổi xã hội nếu những niềm tin và chuẩn mực xã hội không còn phù hợp với nhu cầu của xã hội.

#### Vấn đề hiện đại
Tính hiện đại là những khuôn mẫu, những hình thức của tổ chức xã hội có liên quan đến vấn đề công nghiệp hóa. Ở góc độ xã hội học, tính hiện đại và một số khái niệm để mô tả những mô hình xã hội mang những đặc trưng của giai đoạn đi liền với cuộc cách mạng công nghiệp ở Tây Âu cuối thể kỷ 18.
Hiện đại hóa - theo góc độ xã hội học là sự biến đổi từ cuộc cách mạng công nghiệp, được coi là quá trình hiện đại hóa..

### Nhân tố bên ngoài của sự biến đổi xã hội
- Sự truyền bá
- Sự biến đổi của hệ sinh thái

### Điều kiện của biến đổi xã hội
- Thời gian
- Hoàn cảnh xã hội
- Nhu cầu của xã hội